# Pacific (Wisconsin)
Pacific – miasto w Stanach Zjednoczonych, w stanie Wisconsin, w hrabstwie Columbia.